# Ben Bamfuchile
Ben Bamfuchile (ur. 12 kwietnia 1960  – zm. 27 grudnia 2007 w Kitwe) – piłkarz zambijski grający na pozycji obrońcy. Po zakończeniu kariery został trenerem.

## Kariera klubowa
W swojej karierze piłkarskiej Bamfuchile występował w klubie Nkana FC. Zadebiutował w nim w 1977 roku w pierwszej lidze Zambii i grał w nim do 1989 roku. Wraz z Nkaną sześciokrotnie był mistrzem Zambii w latach 1982, 1983, 1985, 1986, 1988 i 1989. Dwukrotnie zdobył też Puchar Zambii (1986, 1989).

## Kariera reprezentacyjna
Bamfuchile występował w reprezentacji Zambii. W 1984 roku wygrał z Zambią Puchar CECAFA 1984. Wystąpił także w Pucharze CECAFA 1985.

## Kariera trenerska
Po zakończeniu kariery piłkarskiej Bamfuchile został trenerem. W 1992 roku został trenerem Nkana FC. Potem pracował w Swazi i Republice Południowej Afryki, a następnie wrócił do Zambii i prowadził Power Dynamos. W 1998 roku został selekcjonerem reprezentacji Zambii. W 1998 roku wygrał z Zambią Puchar COSAFA 1998. W 2000 roku poprowadził kadrę Zambii w Pucharze Narodów Afryki 2000, jednak zespół ten nie wyszedł z grupy. Potem ponownie trenował Nkanę. Z kolei w latach 2006-2007 był selekcjonerem reprezentacji Namibii.